# Grevillea erythroclada
Grevillea erythroclada är en tvåhjärtbladig växtart som beskrevs av W. V. Fitzg.. Grevillea erythroclada ingår i släktet Grevillea och familjen Proteaceae. Inga underarter finns listade i Catalogue of Life.